# Philipp II. Kuschmann

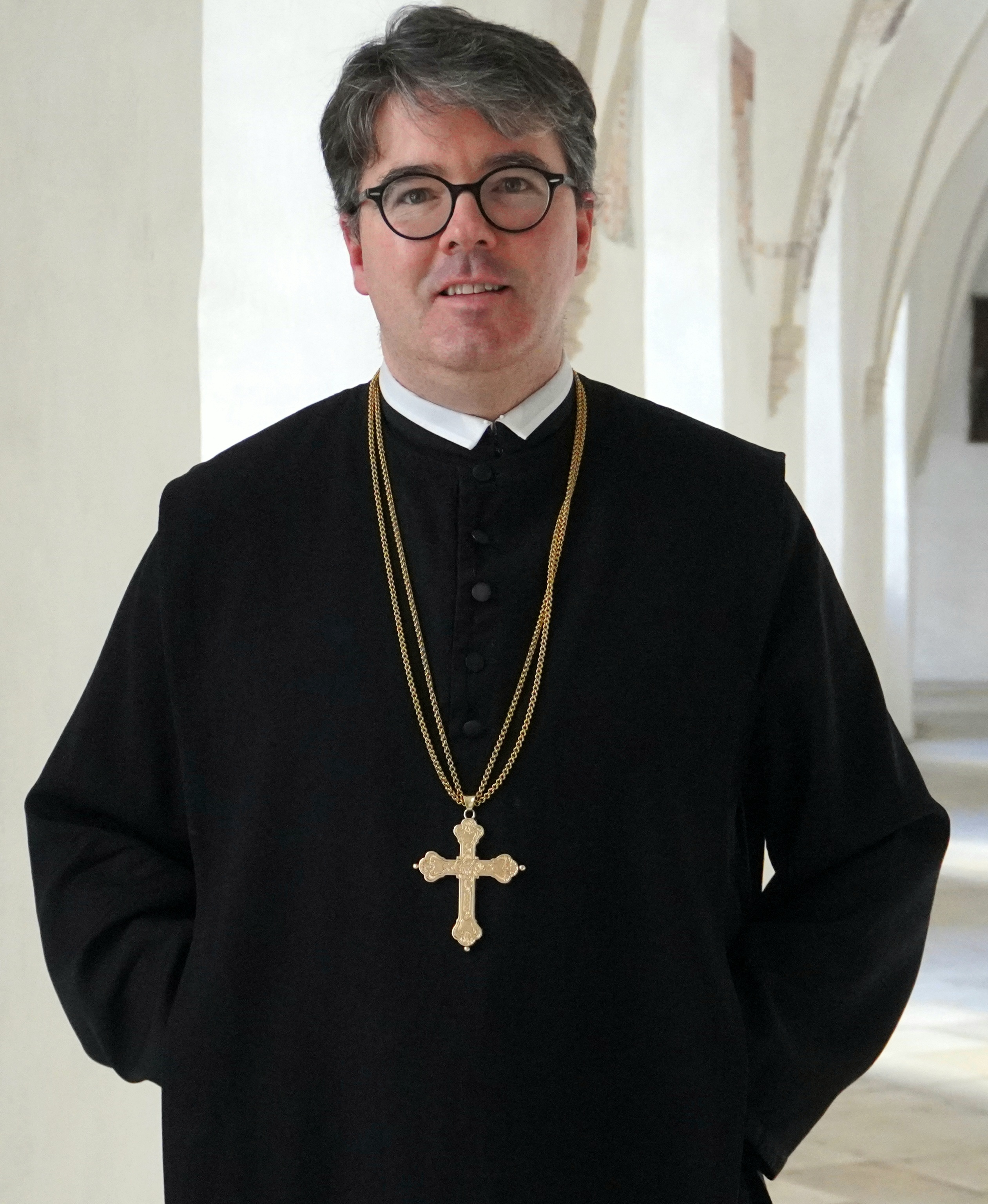
Abt Philipp II. Kuschmann OSB

Philipp II. Kuschmann OSB (* 17. Juni 1980 in Witten an der Ruhr, bürgerlich Volker Kuschmann) ist ein deutscher Benediktiner. Seit 2023 ist er Abt des Stiftes Marienberg im italienischen Südtirol.

## Lebenslauf
Volker Kuschmann wurde in Witten an der Ruhr geboren und ist in Gevelsberg aufgewachsen. Dort besuchte er die Grundschule Pestalozzi und die Realschule Gevelsberg; am Berufskolleg Elberfeld der Stadt Wuppertal legte er im Jahr 2001 das Abitur ab.
Im August 2001 trat Kuschmann in die oberitalienische Benediktinerabtei Marienberg in Trentino-Südtirol ein. Im Jahre 2003 erfolgte die Ablegung der 
Triennalprofess (einfache Gelübde), dazu nahm er den Ordensnamen Philipp an. Der heilige Philipp Neri ist sein Namenspatron.
Am 3. September 2006 sodann legte Frater Philipp Kuschmann OSB in der Marienberger Stiftskirche seine ewigen Gelübde (feierliche Profess) ab.
Im Anschluss daran belegte er an der Katholischen Hochschule für Kirchenmusik des Bistums Rottenburg-Stuttgart in Rottenburg am Necker eine C-Ausbildung. Dieser Ausbildungsgang als Kirchenmusiker/Organist wurde mit der C-Prüfung abgeschlossen.
Philosophie und Theologie studierte Philipp Kuschmann an der Philosophisch-Theologischen Hochschule in Brixen und im schweizerischen Kloster Einsiedeln.
Am Fest der Kreuzerhöhung, am 14. September 2013, empfing er durch den Bischof der Diözese Bozen-Brixen, Ivo Muser, in der Marienberger Klosterkirche das Sakrament der Priesterweihe.
Abt Markus Spanier OSB berief 2014 Pater Philipp zum Prior von Marienberg; dieses Amt bekleidete er bis Ende 2023.

## Abt von Marienberg

Abtswappen von Philipp II. Kuschmann OSB

Am 21. November 2023 wählte das Kapitel des Benediktinerstiftes Pater Philipp OSB zum einundfünfzigsten Abt der seit 1146 bestehenden Abtei Marienberg. Die sogenannte Abtsweihe spendete ihm der Bischof der Diözese Bozen-Brixen, Ivo Muser, am Samstag, dem 9. Dezember 2023, in der Stiftskirche zu Marienberg. Die Amtszeit – das Abbatiat – von Abt Philipp II. beträgt sechs Jahre.

## Abtswappen
Das Abtswappen zeigt in Blau auf einem grünen Berg mit fünf Erhebungen – die Bezug nehmen auf Gevelsberg, die Heimatstadt Abt Philipps II. – ein goldenes Benediktuskreuz (Tatzenkreuz mit Knopfabschlüssen an den Enden der drei oberen Kreuzarme), dessen drei Knöpfe an den Enden der Kreuzesarme mit einem Rubin belegt sind. Im gespaltenen Schildhaupt sind die zwei marienbergischen Stiftswappen abgebildet: vorne in Gold ein um neunzig Grad gedrehter breiter roter Bogenpfahl, der der Überlieferung nach einen Regenbogen darstellen soll; hinten in Silber ein goldenes Kreuz, dessen unterer Balken sich länger zeigt. Darüber erscheinen mittig die Insignien eines infulierten Abtes: ein schwarzer Galero/Prälatenhut mit beidseits sechs Quasten sowie ein nach innen gekehrter Krummstab mit Pannisellus. Darunter steht auf einem Spruchband der äbtliche Leitsatz.
Der lateinische Wahlspruch von Abt Philipp lautet: CRUX SACRA SIT MIHI LUX („Das heilige Kreuz sei mein Licht“). Er entstammt dem Akronym CSSML im Längsbalken des benediktinischen Segenskreuzes.